# Hemicordulia edai
Hemicordulia edai là loài chuồn chuồn trong họ Corduliidae. Loài này được Karube & Katatani mô tả khoa học đầu tiên năm 2012.